# Бель-Плейн (Вісконсин)
Бель-Плейн (англ. Belle Plaine) — місто (англ. town) в США, в окрузі Шавано штату Вісконсин. Населення — 1800 осіб (2020).

## Демографія
Згідно з переписом 2010 року, у місті мешкало 1855 осіб у 757 домогосподарствах у складі 559 родин. Було 1067 помешкань
Расовий склад населення:
| - 96,8 % — білих - 1,7 % — корінних американців - 0,5 % — азіатів - 0,1 % — чорних або афроамериканців |

До двох чи більше рас належало 0,7 %. Частка іспаномовних становила 0,6 % від усіх жителів.
За віковим діапазоном населення розподілялося таким чином: 18,1 % — особи молодші 18 років, 61,0 % — особи у віці 18—64 років, 20,9 % — особи у віці 65 років та старші. Медіана віку мешканця становила 49,0 року. На 100 осіб жіночої статі у місті припадало 97,6 чоловіків;  на 100 жінок у віці від 18 років та старших — 97,5 чоловіків також старших 18 років.
Середній дохід на одне домашнє господарство  становив 74 851 долар США (медіана — 65 288), а середній дохід на одну сім'ю — 86 407 доларів (медіана — 75 000). Медіана доходів становила 46 063 долари для чоловіків та 40 655 доларів для жінок. За межею бідності перебувало 8,3 % осіб, у тому числі 13,1 % дітей у віці до 18 років та 8,6 % осіб у віці 65 років та старших.
Цивільне працевлаштоване населення становило 999 осіб. Основні галузі зайнятості: освіта, охорона здоров'я та соціальна допомога — 26,1 %, виробництво — 19,8 %, роздрібна торгівля — 9,1 %, мистецтво, розваги та відпочинок — 6,8 %.